# Juraj Kuniak
Juraj Kuniak (* 2. červenec 1955, Košice) je slovenský básník a prozaik.

## Životopis
Juraj Kuniak pochází z učitelské rodiny, vzdělání získal na základní a Střední všeobecné škole v Košicích (1970–1973), na Elektrotechnické fakultě Českého vysokého učení technického v Praze (1973–1978), na Katedře počítačů Slovenské vysoké školy technické v Bratislavě (1985–1987) a na Nottingham Trent University (2005–2007). Usadil se v Banské Bystrici, kde v letech 1978–1992 pracoval ve vývoji podniku Závody výpočtovej techniky. Přežil drama medicínsko-horolezecké expedice Pamír 1990 a v témže roce založil vydavatelství Skalná ruža. Od roku 1992 je společníkem malé telekomunikační firmy TELCO. Od roku 2008 je společníkem firmy Sempervivum. V současnosti žije v horské osadě Kordíky blízko Banské Bystrice.

## Charakteristika tvorby
První literární díla začal publikovat v maturitním roce 1973, odkdy mu v časopisech Nové slovo, Matičné čítanie, Smena na nedeľu a v různých sbornících začaly vycházet básně a povídky. Během pražských vysokoškolských studií svá díla publikoval zejména v časopisech Mladý svět a Tvorba. Knižně debutoval v roce 1983 sbírkou básní Premietanie na viečka, za níž získal Cenu Ivana Kraska. V próze začal knihou Pán Černovský v roce 1991.
Ve své tvorbě hledá látku v prožitém, zejména ve vlastním mnohorozměrném životě.
Ve svých dílech se vrací k dětství a dospívání, k otázkám etiky, vykresluje mezilidské vztahy a lásku, blízká mu je reflexivní a přírodní lyrika, ale i exkurze do epiky, či křížení žánrů, dotýká se obecně lidské problematiky, reaguje na to, jak na něj doléhá současná existence. Experimentuje v oblasti žánrové i výrazové. Typické je pro něj neustále hledačství, čistota výrazu, ironie a sebeironie, citlivost kombinovaná s racionalitou, snaha dotknout se poezie bytí. Rebeluje proti novodobému schematismu, což se spojuje s upřímným hledáním lidského štěstí.

## Dílo

### Poezie
- 1983 – Premietanie na viečka
- 1994 – Kúsok svetového priestoru
- 1995 – Blúdivý nerv
- 2001 – Cor cordi
- 2008 – Čiara horizontu
- 2008 – Zápisník lyrického spravodajcu
- 2012 – Lamium album (spoluautor: Ján Kudlička)
- 2015 – Za mestom
- 2016 – Rosa mystica (spoluautor: Ján Kudlička)
- 2022 – Ako sme sa stali

### Obrazové publikace
- 2013 – Dhaulagiri - Biela hora (spoluautor: Marián Kováč)
- 2018 – Nepálsky diptych (Dhaulágirí - Biela hora; Makalu – Čierny obor) (spoluautor: Marián Kováč)

### Spoluautorství poezie
- 2011 – Mávnutie krídel. 42 slovenských haiku (spoluautoři: Erik Jakub Groch, Mila Haugová, Daniel Hevier, Igor Hochel, Karol Chmel, Rudolf Jurolek, Ivan Kadlečík, Anna Ondrejková, Dana Podracká, Ján Zambor)
- 2012 – Proglas. Preklady a básnické interpretácie (spoluautoři: Konštantín Filozof, Eugen Pauliny, Viliam Turčány, Ľubomír Feldek, Ján Buzássy, Mila Haugová, Ján Zambor, Katarína Džunková, Daniel Hevier, Erik Ondrejička, Anna Ondrejková, Rudolf Jurolek, Dana Podracká)

### Výběr z poezie
- 2004 – Skalná ruža, triptych zahrnující sbírky Premietanie na viečka, Blúdivý nerv a Kúsok svetového priestoru, sestavil a portrétní esej napsal Milan Jurčo Glina

### Poezie pro děti
- 1989 – Pozrime sa cez básničku (spoluautorka: Andrea Korbelářová)
- 2012 – O stratenej rukavičke (spoluautorka: Jana Kiselová-Siteková)

### Překlady poezie do slovenského jazyka
- 2013 – Walt Whitman: Spev o mne
- 2019 – Walt Whitman: Spev o mne (druhé, revidované vydání)
- 2019 – Robert Hass: Čas a materiály

### Próza
- 1991 – Pán Černovský, historická esej o Andreji Hlinkovi
- 1993 – Súkromný skanzen – Etudy o etniku, poeticky laděné jazykově-experimentální prózy z vesnického prostředí (spoluautor fotograf Juraj Čech)
- 2002 – Nadmorská výška 23 rokov, lyrický román citové a intelektuální sebevýchovy
- 2003 – Púť k sebe, postmoderní triptych básnických próz o všelidských hodnotách, odvolávající se na události z různých míst Země (Rusko, Austrálie, Slovensko)
- 2008 – Mystérium krajiny, reprezentativní monografie výtvarného díla Jána Kudličky (spoluautor Ján Kudlička)
- 2015 – Krajina vo mne (spoluautoři Rastislav Biarinec, Mila Haugová, Rudolf Jurolek a Ján Kudlička)

### Knihy vydané v cizích jazycích
- 1989 – Podívej se na básničku, do českého jazyka preložil Jiří Kovář
- 2004 – Nadmořská výška 23 let, do českého jazyka preložil Emil Charous
- 2004 – Mister Cernovsky, do anglického jazyka preložil Hennie Reuvers
- 2005 – Man in the wind, do anglického jazyka preložila Daniela deVon
- 2006 – A Bit of the World’s Space, do anglického jazyka preložil John Minahane
- 2007 – Cor cordi, do anglického jazyka preložil John Minahane
- 2008 – The line of the horizon. Báseň v 27 jazycích. Překlady: István Turczi (maďarsky), Zdenka Becker (německy), Emil Charous (česky), Dariusz Pacak (polsky), Ritva Siikala (finsky), Nadja Hammarberg (švédsky), Knut Odegard (norsky), Marianne Larsen (dánsky), John Minahane (anglicky), Hennie Reuvers (nizozemsky), Germain Droogenbroodt (vlámsky), Georges Friedenkraft (francouzsky), Luca Benassi (italsky), Rafael Carcelén & Ma José Felipe (kastilsky), Teresinka Pereira (portugalsky), Marily A. Reyes (španělsky), Kae Morii (japonsky), Karen Kung (čínsky), G. Mend-Ooyo (mongolsky), Michail Andrejevic Pismennyj (rusky), Benaissa Bouhmala (arabsky), Hedva Bachrach (hebrejsky), Takis Ioannides (řecky), Stojan Lekoski (makedonsky), Volodimir Moľka (ukrajinsky), Ivo Frbéžar (slovinsky).
- 2008 – Notebook of a Lyrical Correspondent, do anglického jazyka přeložil John Minahane
- 2010 – Nervus vagus, Bloudivý nerv, do českého jazyka přeložil Jiří Dědeček
- 2012 – Lamium album (spoluautor: Ján Kudlička). Překlady: Franciszek Nastulczyk (polsky), Slávka Rude-Porubská (německy), James Sutherland-Smith (anglicky),
- 2013 – Dhaulagiri - Vitt berg, do švédského jazyka přeložila Michaela Grossová
- 2016 – Rosa mystica (spoluautor: Ján Kudlička). Doslov Mila Haugová. Preklady: Franciszek Nastulczyk](poľský), Slávka Rude-Porubská (nemecký), John Minahane (anglický)
- 2019 – Amonit (Mastackaja litaratura, Minsk), bilingválne vydanie, do bieloruského jazyka preložila a doslov napísala Viktória Liashuk
- 2019 – Amonit (Prometej, Novi Sad), do srbského jazyka preložil Miroslav Demák, doslov napísala Marína Šimáková-Speváková
- 2022 – Amonit (Norša izdavaštvo dooel, Skopje), do macedónskeho jazyka preložil a doslov napísal Zvonko Taneski

### Dokumenty o autorovi
- 1996 – Dokumentární film: Obrázky zo súkromia. Režie Martin Šulík. Slovenská televízia.
- 2007 – Jurčo, M.: Obnažovanie koreňov. Paralely života, tvorby a reflexií Juraja Kuniaka. Monografie. Matica slovenská.
- 2015 – Donovalová, K.: Juraj Kuniak. Personálna bibliografia. Úvodné slovo Mila Haugová. Počet strán 112. Verejná knižnica Mikuláša Kováča Banská Bystrica.